# حقوية
الحَقْوِية أو بَسَّاد (الاسم العلمي: Psoa)، جنس حشرات خنفسية من غمديات الأجنحة وفصيلة ذوات السبيبة. أنواعه أربعة.